# Burgruine Burgholz
Die Burgruine Burgholz ist der Rest einer ausgedehnten Höhenburganlage auf einem 663 m ü. NN hohen Hügel 1150 Meter südöstlich des Dorfes Raitbach, einem Stadtteil von Schopfheim im Landkreis Lörrach in Baden-Württemberg.

## Geschichte
Bei der vermutlich um 1250 erbauten Burg handelt es sich wahrscheinlich um die Burg Neuenstein, die 1283 im Besitz der Herren von Stein genannt wird.
Am 19. November 1400 kaufte Markgraf Rudolf III. von Hachberg-Sausenberg die Herrschaft Neuenstein mit der Feste Nüw Stein von den Erben des in der Schlacht bei Sempach gefallenen Rudolf von Schönau, Anna von Klingenberg, der Witwe und deren Sohn Albrecht.
Später wurde die Burg Steineck genannt, so unter anderem im 16. Jahrhundert, als Markgraf Christoph von Baden Apollinaris Höcklin mit dem Sattelhof und der nahegelegenen Burg belehnte. Letztere wurde dabei als „Burgstadel“ bezeichnet war somit wohl schon eine Ruine.
Die Familie Höcklin wurde in den Adelsstand erhoben und erscheint in der Folge als „Höcklin von Steineck“. Für die Burgruine findet sich schließlich seit dem 17. Jahrhundert der heutige Name „Burgholz“.

## Burganlage
Von der ehemals aus einer Kernburg, einer südlichen sowie einer nördlichen Vorburg bestehenden Burganlage sind heute noch der Burghügel, Mauerreste und ein ovaler Ringgraben mit Außenwall erhalten.
Die Kernburg umfasste vermutlich einen Rundturm und ein längliches Gebäude. Im Norden wurden die Vorwerke beim Bau der Straße und eines Holzabfuhrweges teilweise zerstört.
Der Halsgraben im Norden der Anlage (nahe der Verbindungsstraße zwischen Raitbach und Schweigmatt, K 6339) weist eine Breite von 5 Meter und eine Tiefe von 6 Meter auf.
Obwohl die Anlage unmittelbar an der Kreisstraße (nach Raitbach-Kehrengraben in der Kurve vor der Abzweigung zum Hof Blumberg) liegt, ist sie kaum zugänglich. Es gibt keinerlei Pfad auf den steilen Burgberg.